# Люсіль Тессаріоль
Люсіль Тессаріоль (фр. Lucile Tessariol, 6 січня 2004) — французька плавчиня.
Учасниця Олімпійських Ігор 2020 року, де в естафеті 4x200 метрів вільним стилем її збірна посіла 8-ме місце.